# Stiglmaierplatz
La Stiglmaierplatz est une place du quartier munichois de Maxvorstadt. Elle porte le nom de l'artiste Johann Baptist Stiglmaier depuis 1845 et était auparavant connue sous le nom de Kronprinzenplatz et depuis 1826 Ludwigplatz .

## Circulation
La Stiglmaierplatz est traversée par la Dachauer Straße direction nord-ouest, dans le prolongement de la Seidlstraße. Venant de l'est, la Brienner Straße se confond avec la Nymphenburger Straße à l'ouest. La Schleißheimer Straße commence au nord-est. La place est accessible par les lignes de métro 1 et 7 et les lignes de tramway 20, 21 et 22.

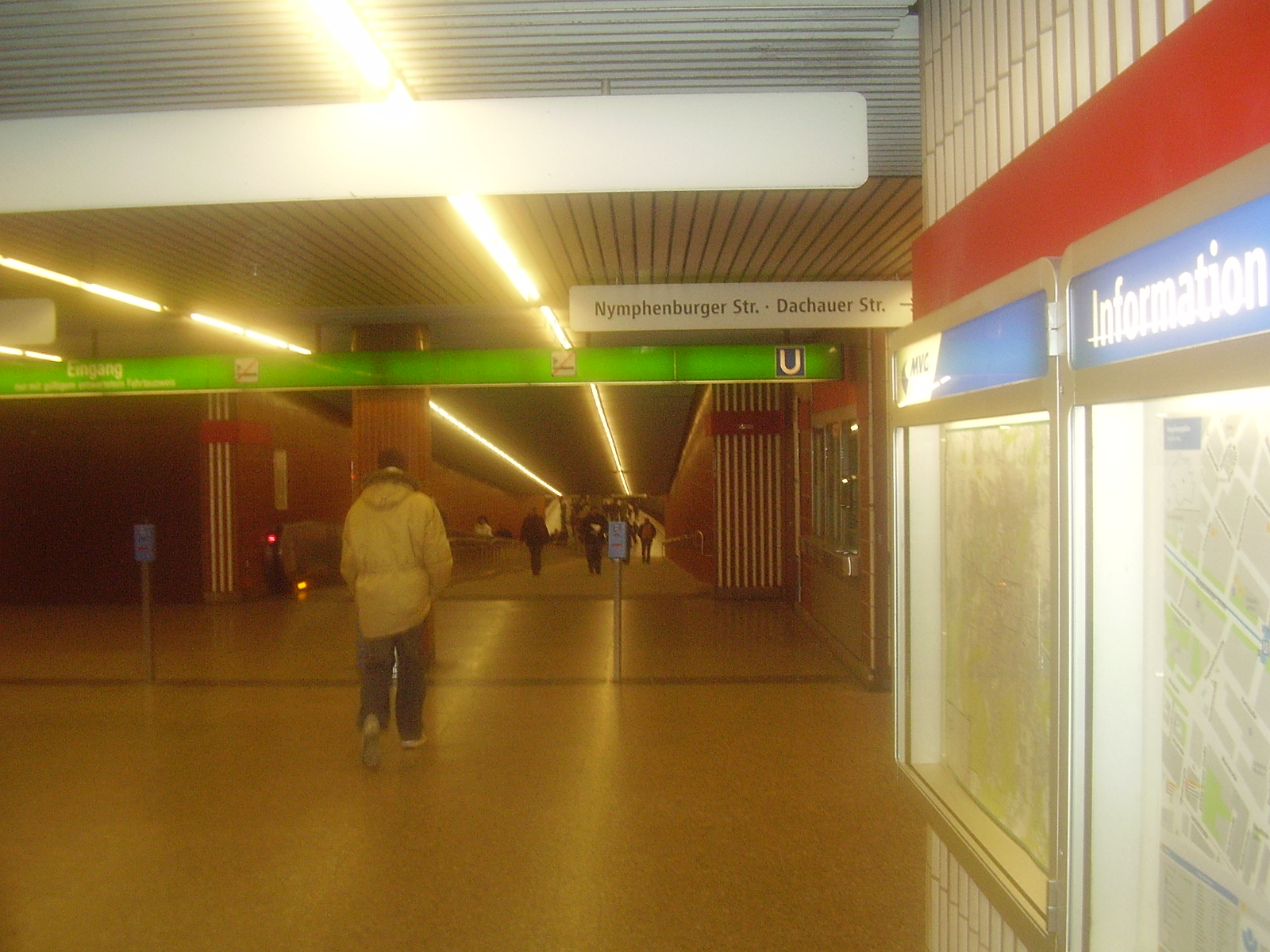
Accès au métro de la station Stiglmaierplatz.
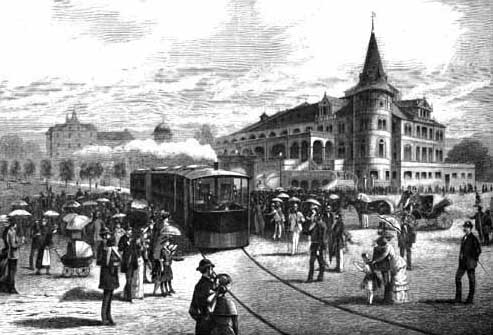
Vers 1885.
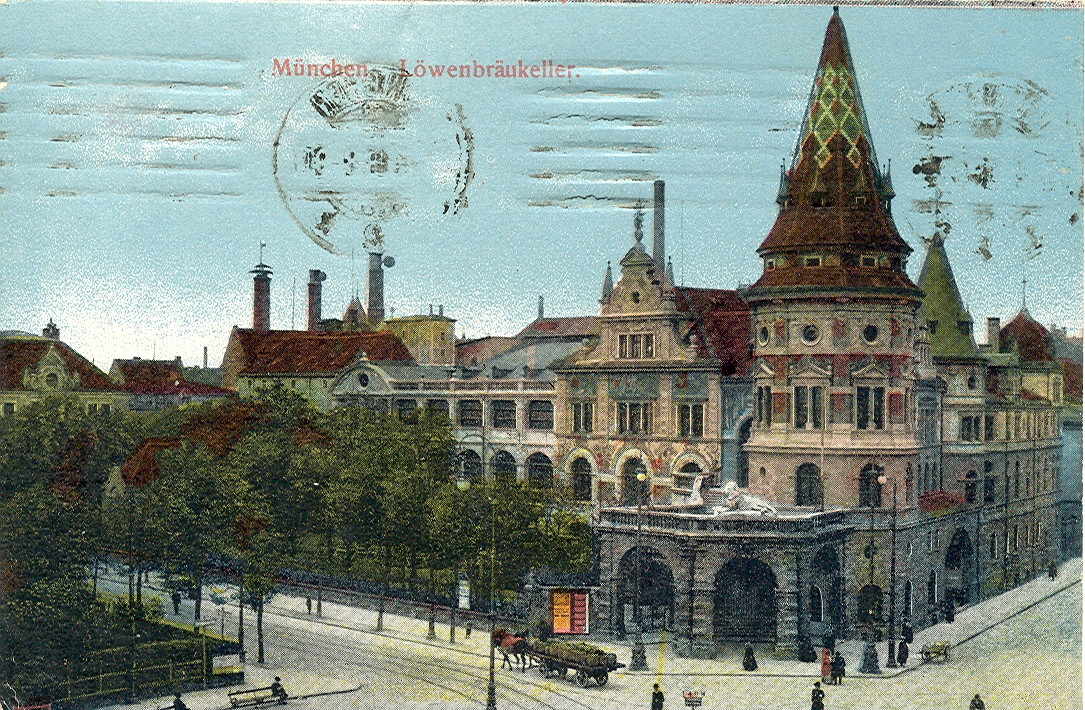
Carte postale de 1918.
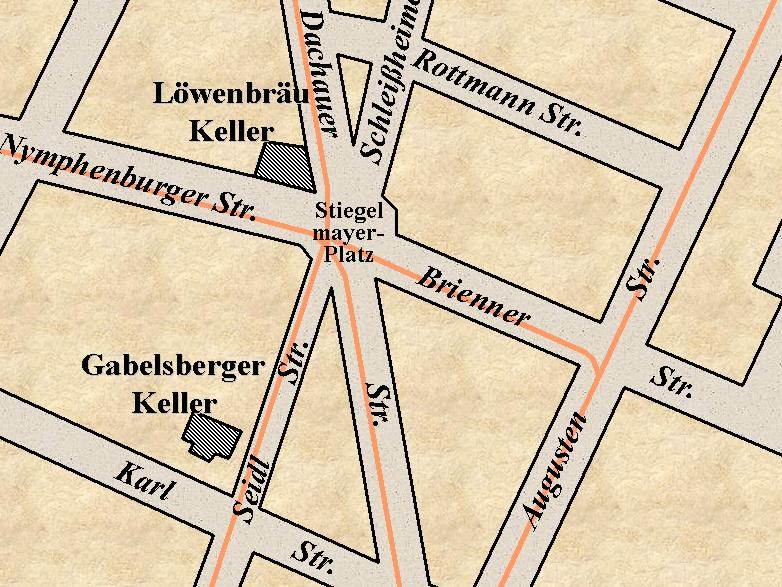
Section de carte de 1922.
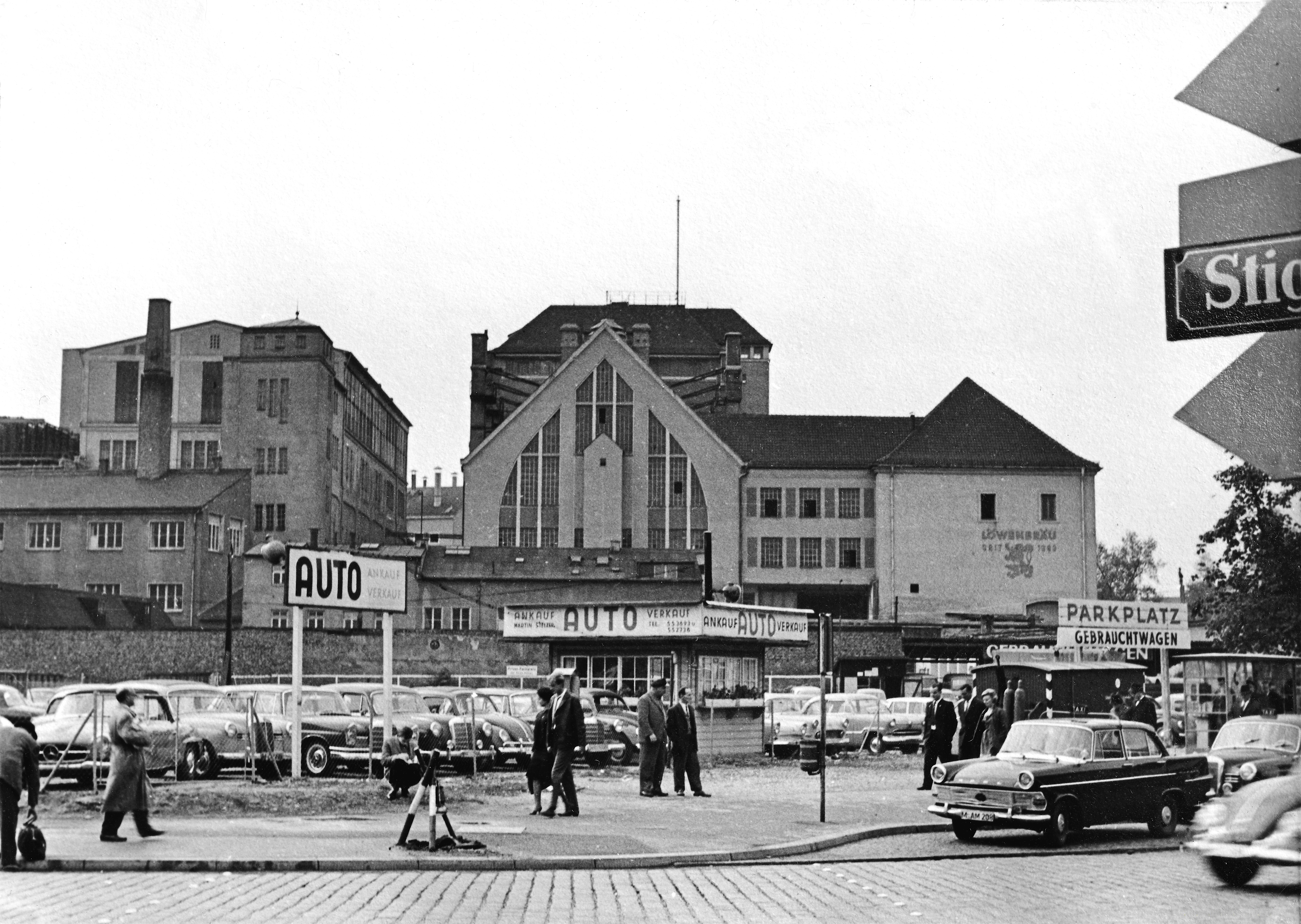
La vue donne sur le concessionnaire automobile en 1962.